# Jimmy McColl (1924)
James McColl, detto Jimmy (Glasgow, 13 novembre 1924 – Edimburgo, 8 agosto 2013), è stato un calciatore scozzese, di ruolo difensore.

## Carriera

### Nazionale
Venne convocato nella Nazionale britannica che partecipò ai Giochi olimpici del 1948, disputò due dei quattro incontri giocati dalla sua Nazionale in quell'edizione.